# Issus ovifrons
Issus ovifrons är en insektsart som beskrevs av Puton 1890. Issus ovifrons ingår i släktet Issus och familjen sköldstritar. Inga underarter finns listade i Catalogue of Life.